# Fencamfamina
La fencamfamina o fencanfamina (FCF), también conocida por la marca comercial Reactivan, es un estimulante poco potente del sistema nervioso central. La forma farmacéutica utiliza la sal clorhidratada de este compuesto. 
La FCF es un agonista dopaminérgico indirecto. Se le ha atribuido potencial de abuso, debido a sus efectos psicoactivos reforzadores. En el caso de la FCF, de acuerdo con evidencia preliminar, tales efectos se relacionan con una activación de receptores de dopamina D1 y receptores opioides. 
Se trata de un fármaco comercializado en muy pocos países, donde habitualmente es indicado como agente antiasténico en el tratamiento de la fatiga física y psíquica. Tendría potencial terapéutico para tratar la narcolepsia, lo cual es aún objeto de investigación.